# (36587) 2000 QM128
2000 QM128 (asteroide 36587) é um asteroide da cintura principal. Possui uma excentricidade de 0.11831630 e uma inclinação de 14.55655º.
Este asteroide foi descoberto no dia 24 de agosto de 2000 por LINEAR em Socorro.